# Targe

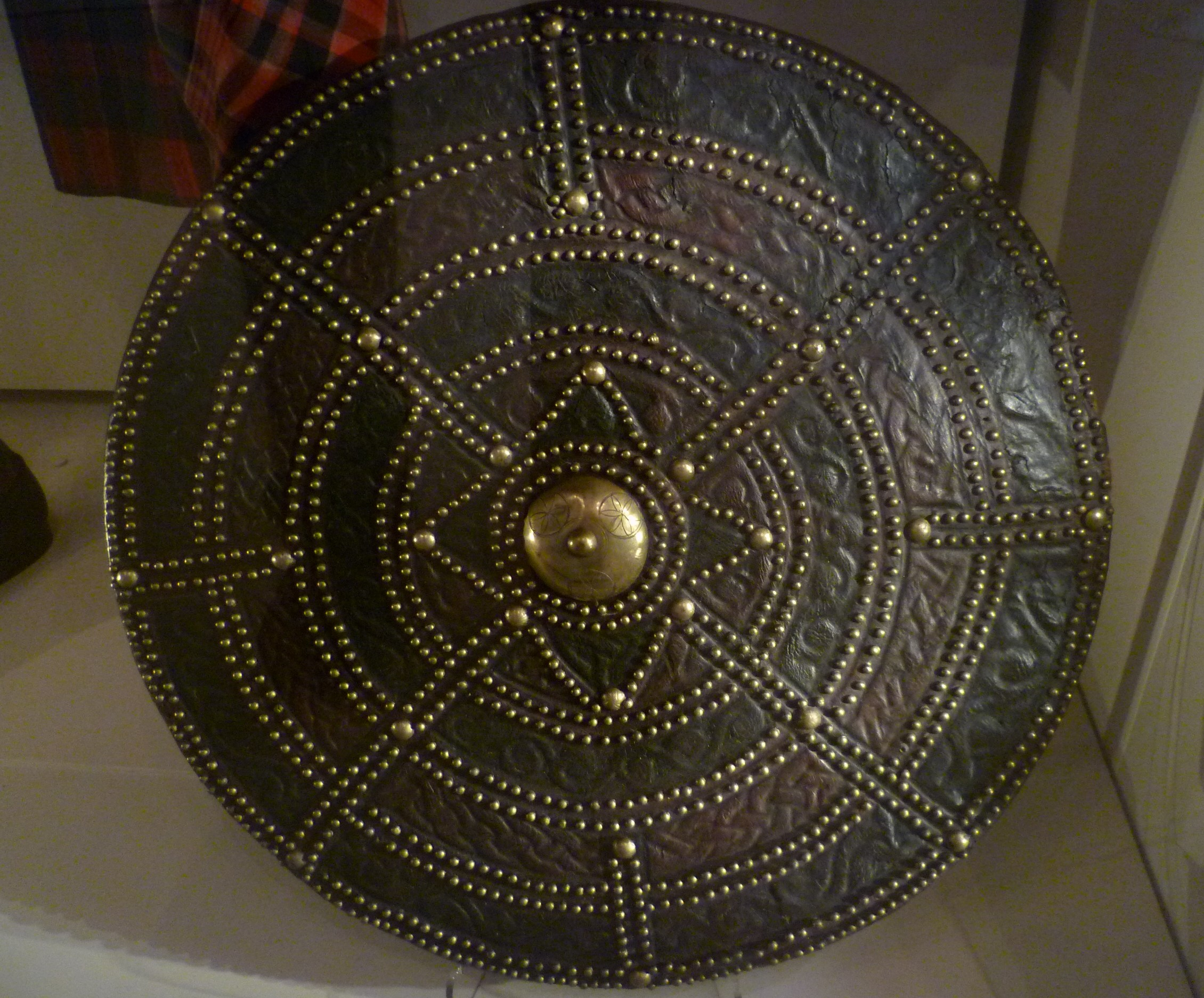
Eine Highland-Zielscheibe, ausgestellt im National Museum in Scotland

Die Targe ist ein mittelgroßer Schild des Spätmittelalters bzw. der Frühen Neuzeit. Sie ist durch ihre runde Form und einen zentralen Faustgriff gekennzeichnet. Häufig ist die Schildfläche gewellt und aufwendig gestaltet.
Weite Verbreitung fand sie vor allem in Italien, wo sie meist zusammen mit dem Seitschwert oder dem Rapier geführt wurde. In der dortigen Fechtkunst des 16. und 17. Jahrhunderts steht sie zwischen dem kleineren Buckler und der größeren, am Unterarm getragenen Rotella.
Der Begriff Targe wird auch für einige andere Schildformen verwendet, so beispielsweise für die runden, am Arm getragenen Schilde aus Schottland.